# Ornans
Ornans és un municipi francès situat al departament Doubs dins la regió de Borgonya - Franc Comtat.

## Situació
Ornans, situat a la ribera del riu Loue, es troba al centre del departament del Doubs.

## Administració
L'alcalde de la ciutat és Jean-François Longeot (2001-2008).

## Demografia
| Evolució de la població |       |       |       |       |       |       |       |       |
| 1793                    | 1800  | 1806  | 1821  | 1831  | 1836  | 1841  | 1846  | 1851  |
| 3.104                   | 3.266 | 3.243 | 3.019 | 2.982 | 3.096 | 3.306 | 3.304 | 3.483 |

| 1856  | 1861  | 1866  | 1872  | 1876  | 1881  | 1886  | 1891  | 1896  |
| ----- | ----- | ----- | ----- | ----- | ----- | ----- | ----- | ----- |
| 3.189 | 3.522 | 3.448 | 3.173 | 3.169 | 3.350 | 3.279 | 3.092 | 3.204 |

| 1901  | 1906  | 1911  | 1921  | 1926  | 1931  | 1936  | 1946  | 1954  |
| ----- | ----- | ----- | ----- | ----- | ----- | ----- | ----- | ----- |
| 3.153 | 2.910 | 2.736 | 2.628 | 2.908 | 3.051 | 2.969 | 2.840 | 3.237 |

| 1962  | 1968  | 1975  | 1982  | 1990  | 1999  | 2006 | 2011 | 2016 |
| ----- | ----- | ----- | ----- | ----- | ----- | ---- | ---- | ---- |
| 3.619 | 4.147 | 4.231 | 4.134 | 4.016 | 4.037 | -    | -    | -    |

| 2019 | - | - | - | - | - | - | - | - |
| ---- | - | - | - | - | - | - | - | - |
| -    | - | - | - | - | - | - | - | - |

## Galeria

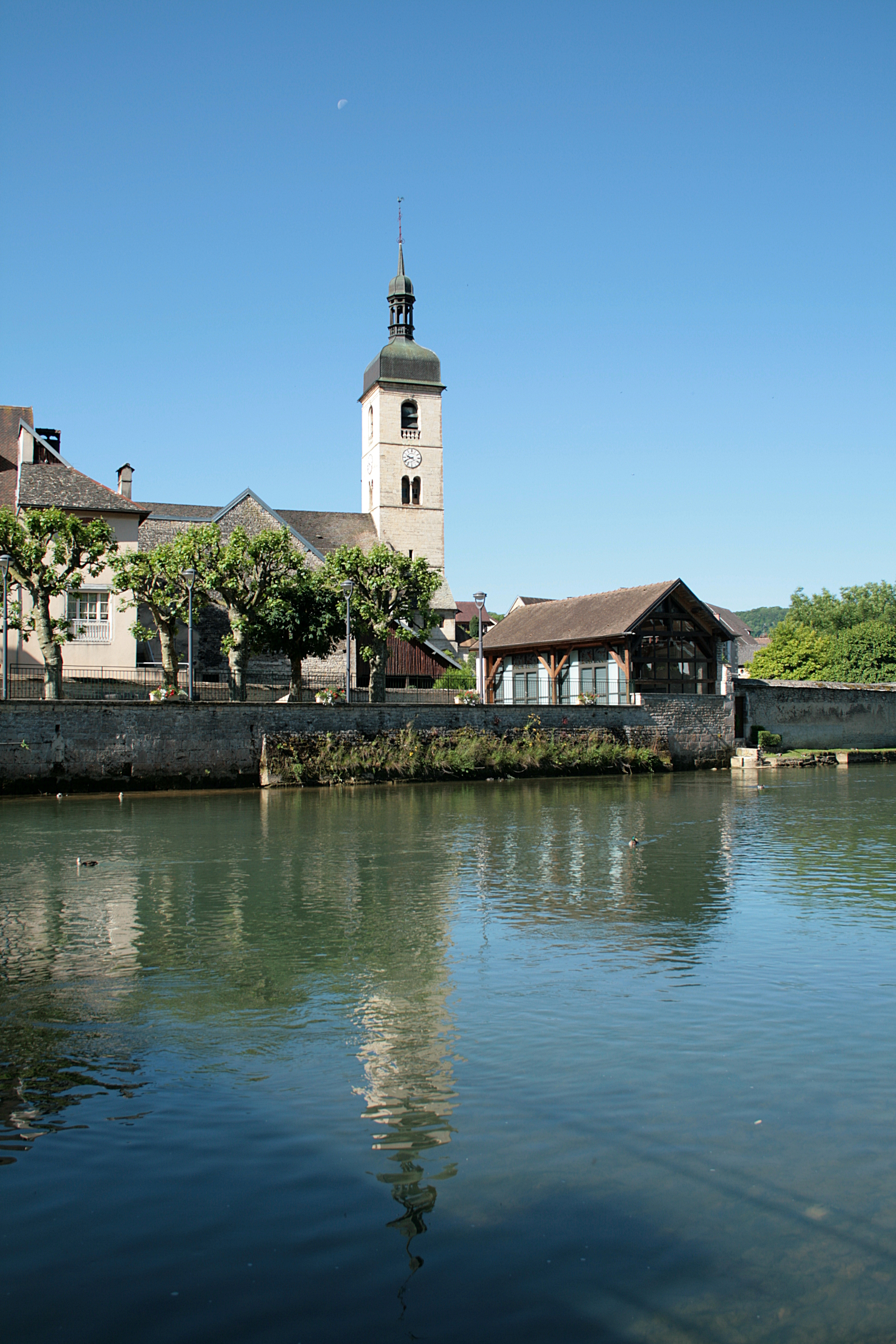
La Loue i el barri de l'església de Saint-Laurent.
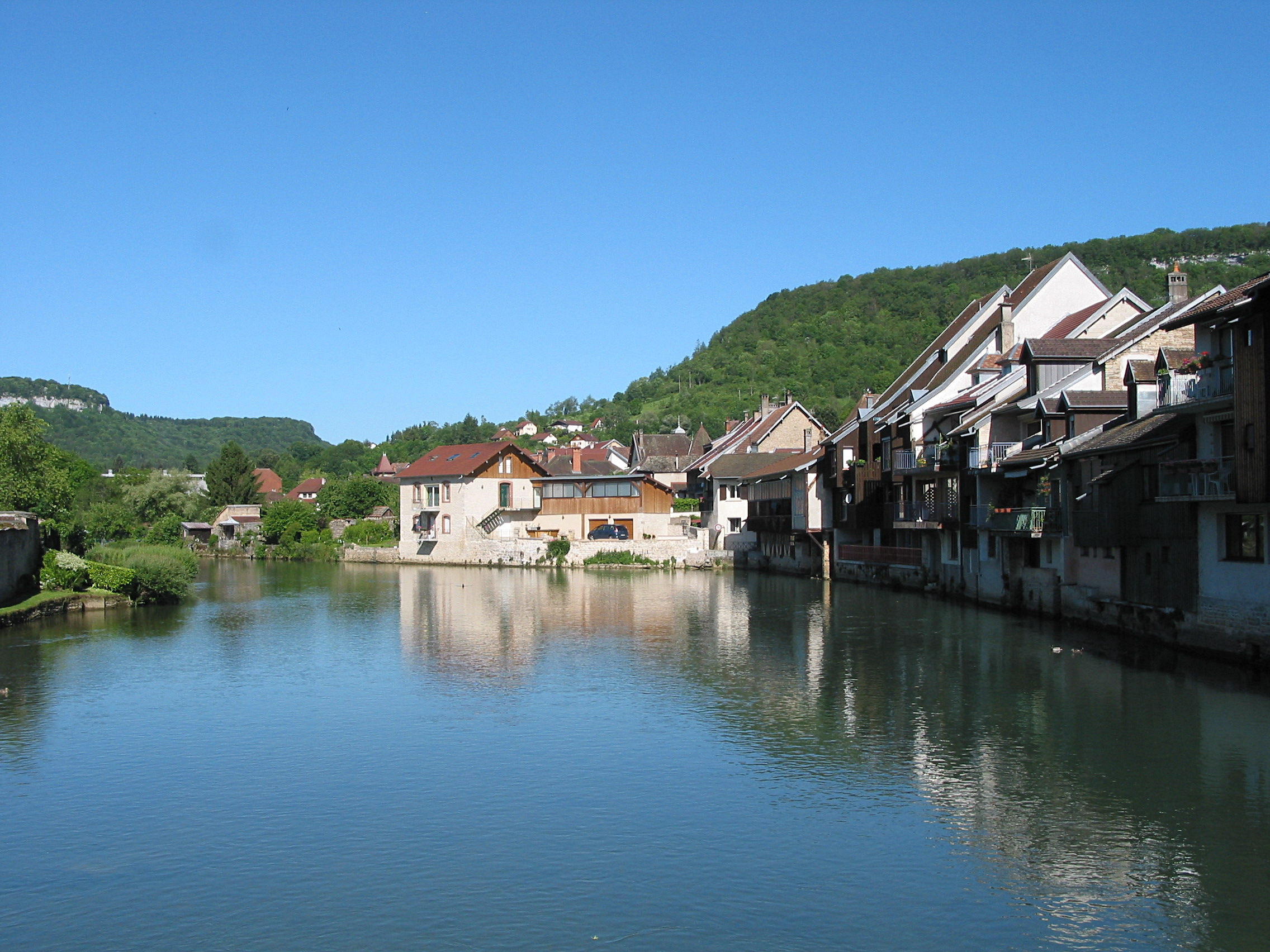
Àrea al llarg del riu Loue.
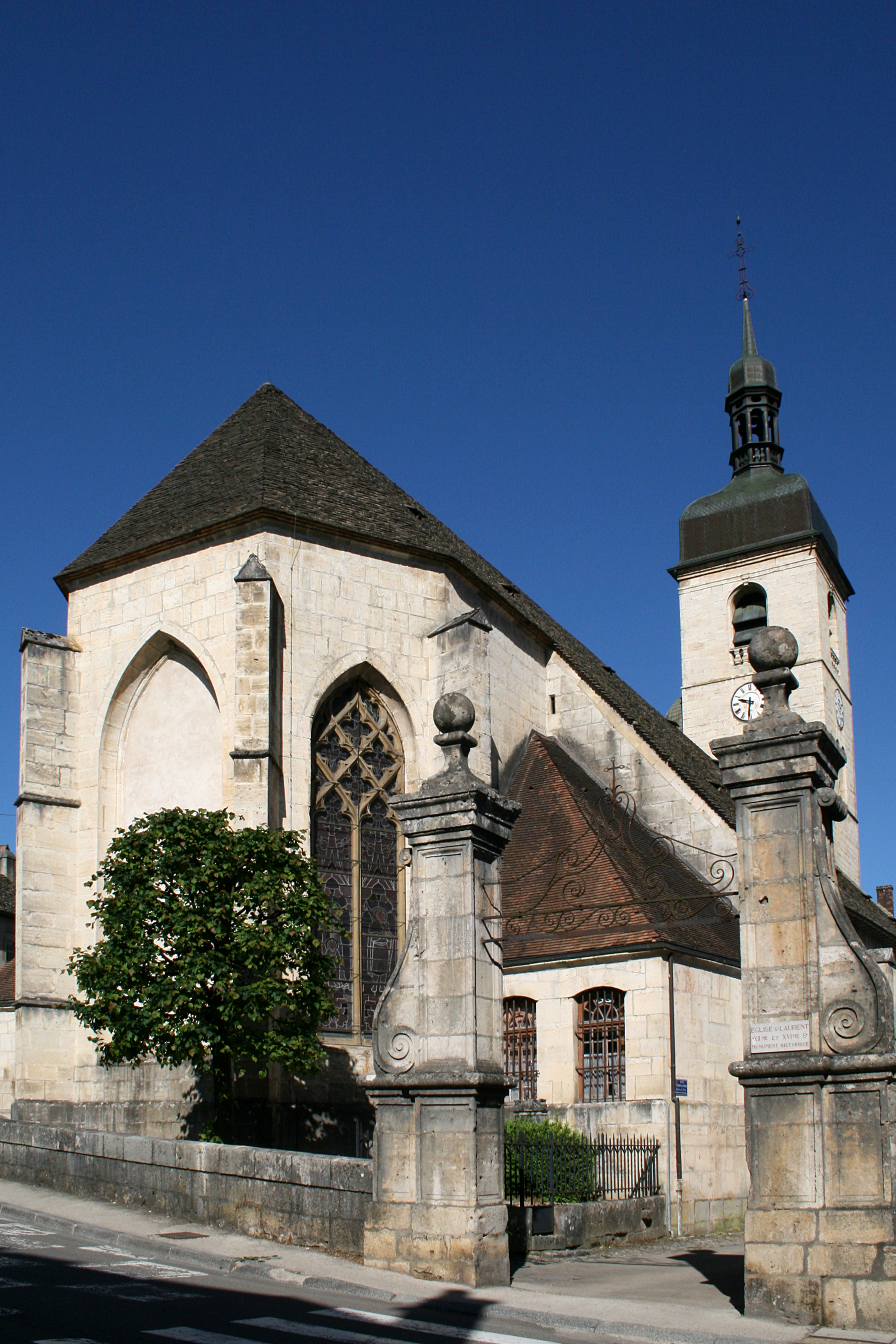
L'església de Saint-Laurent.
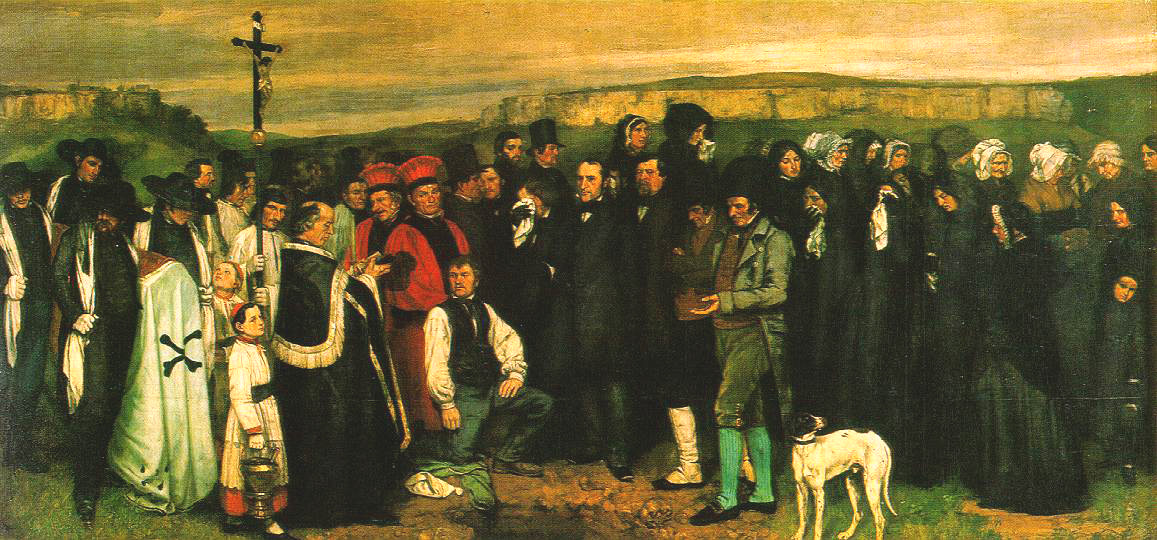
Gustave Courbet: Enterrament a Ornans (1849)
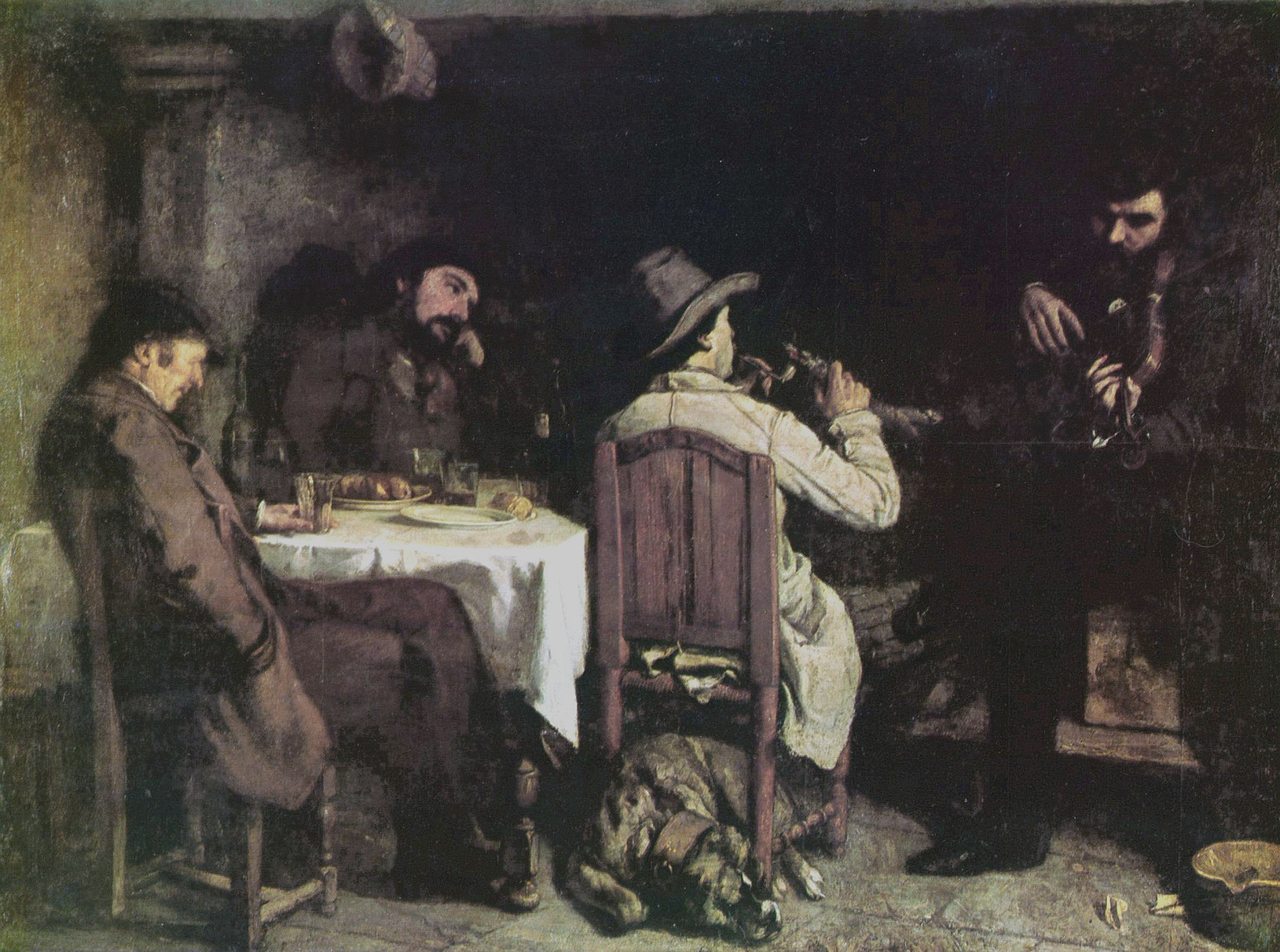
Gustave Courbet: Une après-dîner à Ornans (1849)
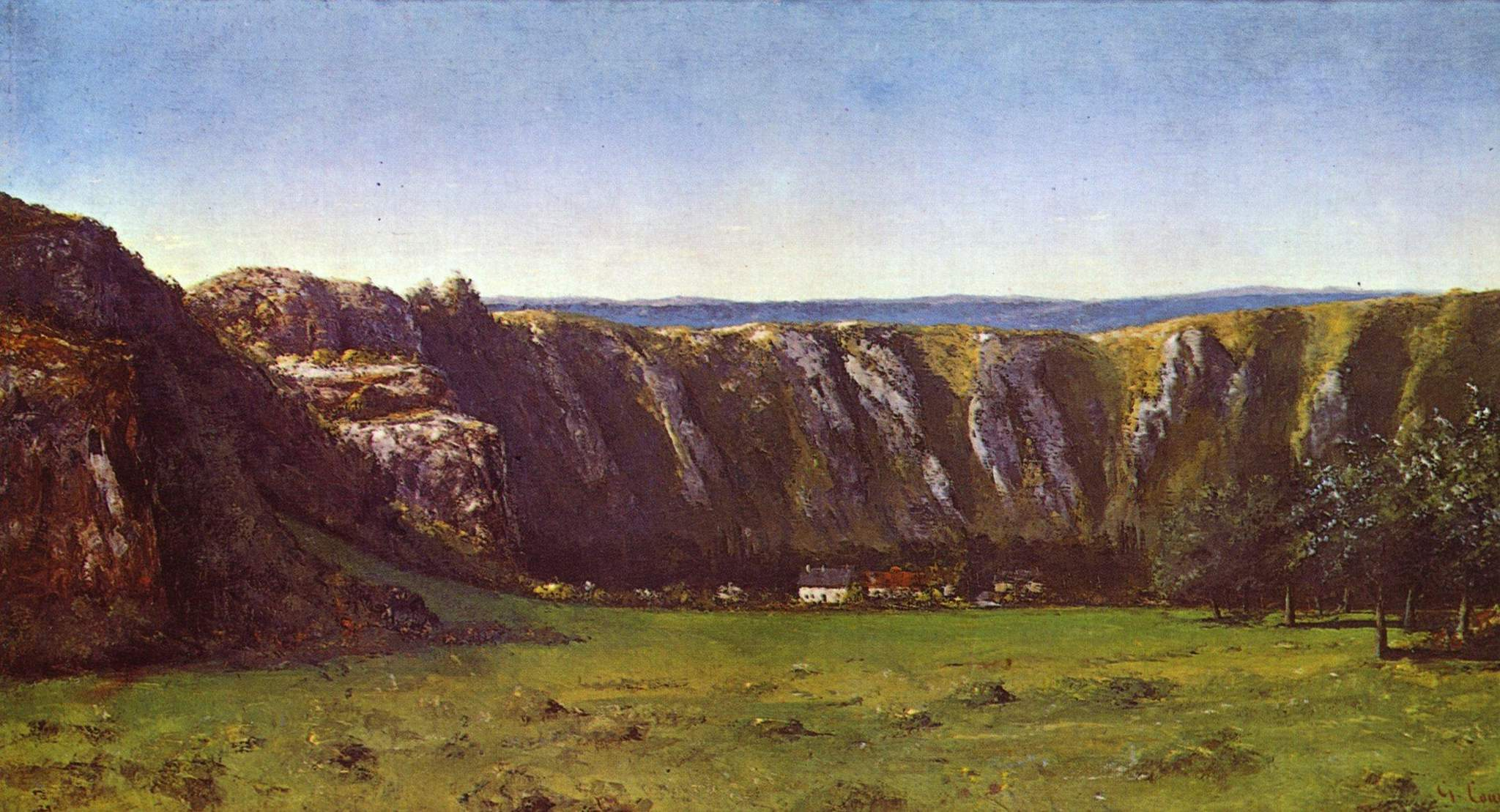
Gustave Courbet: La Roche de Dix Heures (1855)